# 1292
Năm 1292 là một năm trong lịch Julius.

## Sự kiện
- Quân Mông Cổ đô bộ lên Java, chiếm kinh đô, nhưng đã không thể giữ

## Sinh
- 20 tháng 1 - Elisabeth của Bohemia (1292-1330))
- Henry Burghersh, người Anh (mất 1340)
- John VI Cantacuzenus, hoàng đế Byzantine (khoảng ngày; mất 1383)
- Eleanor de Clare, người Anh (mất 1337)
- Chu Văn An,  người thầy thuốc lỗi lạc của Việt Nam (mất 1370)